# Robert Marlow
Robert Marlow (21. října 1961 – 22. září 2022, rodným jménem Robert Allen) byl britský synthpopový zpěvák, hudebník a skladatel.

## Život
Vyrůstal v Basildonu spolu s budoucími členy skupiny Depeche Mode Vincem Clarkem, Martinem Gorem a Andrewem Fletcherem. Jeho jméno bývá také často spojováno se zpěvačkou Alison Moyet, s níž hrál ve skupině s názvem „The Vandals“. V roce 1979 hrál spolu s Clarkem a bubeníkem Paulem Langwithem v Ultravoxem ovlivněné skupině nazývané „The Plan“. Po rozpadu skupiny v roce 1980 založil spolu s Gorem a Paulem Redmondem novou skupinu pod názvem „French Look“.
Své debutové album, The Peter Pan Effect, nahrál spolu s Clarkem v letech 1982–1984; v roce 1983 vyšel jeho první singl, „The Face of Dorian Gray“. Album nakonec vyšlo až v roce 1999 přes švédskou nahrávací společnost Energy Rekords. Své druhé album, The Future, vydal v roce 2013.
Spolu s Garym Durantem tvořili duo Marlow. Vydali jedno studiové album, InsideOutside, v roce 2009. V roce 2012 se rozešli.

## Úmrtí
Marlow zemřel náhle po krátké nemoci 22. září 2022 ve věku 60 let.

## Diskografie

### Sólová
Studiová alba
- The Peter Pan Effect (1999)
- The Future (2013)

Extended play
- The Blackwing Sesions (2012)

Singly
| Rok                                                     | Název                     | Umístění | Album                |
| Rok                                                     | Název                     | UK       | Album                |
| ------------------------------------------------------- | ------------------------- | -------- | -------------------- |
| 1983                                                    | „The Face of Dorian Gray“ | 93       | The Peter Pan Effect |
| 1983                                                    | „I Just Want to Dance“    | —        | The Peter Pan Effect |
| 1984                                                    | „Claudette“               | —        | The Peter Pan Effect |
| 1985                                                    | „Calling All Destroyers“  | —        | The Peter Pan Effect |
| „—“ značí vydání, která se neumístila v dané hitparádě. |                           |          |                      |

### s Marlow
Studiová alba
- InsideOutside (2009)

Extended play
- My Teenage Dream (2002)